# Stadion im. Kadira Hasa
Stadion im. Kadira Hasa – stadion piłkarski w mieście Kayseri, w Turcji. 

## Historia
Obiekt powstał w latach 2006–2009 i został zainaugurowany 8 marca 2009 roku, zastępując dawny Kayseri Atatürk Stadium. Może pomieścić 32 864 widzów. Swoje spotkania rozgrywają na nim drużyny Kayserispor i Kayseri Erciyesspor. Stadion był częścią tureckiej kandydatury na Euro 2016, która przegrała jednak walkę o organizację turnieju. W 2013 roku obiekt był jedną z aren piłkarskich Mistrzostw Świata U-20.